# Oerlikon Contraves

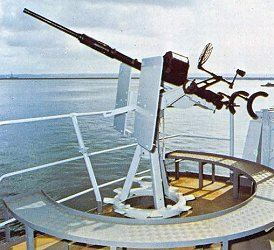
Oerlikon 20 mm automatkanon

Oerlikon är en schweizisk luftvärnsartilleritillverkare som främst gjort sitt namn med sin 20 mm automatkanon från 1914, som användes flitigt i både första och andra världskriget och används ännu idag. Kopior och utvecklade varianter av denna design användes av tyska, franska, brittiska (40 000 licenstillverkade vapen), amerikanska (100 000+ licenstillverkade vapen) och japanska vapentillverkare.
Oerlikon grundades år 1906 i Schweiz inom maskintillverkningsindustri. År 1923 inskaffade man en fabrik i Tyskland. Man började tillverka luftvärnsmateriel år 1924. År 1936 grundades ett rent luftvärnsutvecklingsföretag, benämnt Contraves (Latin för mot fåglar).
Idag är företaget känt under namnet Oerlikon Contraves och har cirka 2100 anställda. Den årliga omsättningen är 522 miljoner schweizerfranc. Oerlikon är ett dotterbolag till Rheinmetall-DeTec AG, den stora tyska vapentillverkaren.
Det svenska flygvapnet valde Oerlikon KCA som beväpning till JA 37 Viggen. KCA är en gasomladdad revolverkanon med fyra kammare i kalibern 30 × 174 mm.